# Овсянниково (Тимський район)
Овсянниково (рос. Овсянниково) — присілок в Тимському районі Курської області Російської Федерації.
Населення становить 21 особу. Входить до складу муніципального утворення Успенська сільрада.

## Історія
Населений пункт розташований на території українського етнічного та культурного краю Східна Слобожанщина.
Від 2004 року входить до складу муніципального утворення Успенська сільрада.

## Населення
| 2002 | 2010 |
| ---- | ---- |
| 39   | ↘21  |